# Walter Morrison
Walter „Junie” Morrison (n. 1 februarie 1954, Dayton, Ohio, SUA – d. 21 ianuarie 2017, Londra, Regatul Unit), sau simplu Junie Morrison, a fost un muzician și producător american. Morrison a fost producător, textier, claviaturist și vocalist pentru trupa de funk, Ohio Players, la începutul anilor '70, formație pentru care a scris și produs primul șlagăr major, „Funky Worm” (1971). A părăsit grupul în 1974 pentru a lansa trei albume solo prin Westbound Records.